# 五峰山长江大桥
五峰山长江大桥是江苏省一座公路铁路两用长江大桥，为连镇客运专线和 扬乐高速的共用过江通道。该桥北岸为镇江市丹徒区高桥镇，南岸为镇江市京口区大港街道，是镇江市第三座长江大桥，也是连接镇江市内的第一座长江大桥，该桥的建成使得镇江成为江苏省第二个拥有市内长江大桥的地级市。该桥全长6408.909m，跨江部分1432m，正桥主航道桥采用（84+84+1092+84+84）米五跨双塔连续钢桁梁悬索桥桥式方案。五峰山长江大桥上层为双向八车道高速公路（桥面宽度40.5米），下层为四线铁路。大桥于2015年10月开工建设，2020年12月11日铁路段投入使用，2021年6月30日公路桥通车。
五峰山长江大桥是长江江苏段继南京长江大桥、沪苏通长江公铁大桥之後的第三座公铁两用大桥。设计单位是中铁大桥勘测设计院集团有限公司；施工单位为中铁大桥局和中交二航局。

## 设计
2014年，国家发展改革委批复可行性研究报告：上层双向八车道高速公路，下层双线铁路，主跨1036米。2015年，中国铁路总公司批复初步设计：上层双向八车道高速公路，下层四线铁路，主跨1092米。

### 技术标准
按四线铁路和八车道高速公路标准合建，采用公路在上、铁路在下的分层布置设计。
- 连镇客运专线
  - 铁路等级：客运专线
  - 正线数目：双线
  - 设计活载：ZK-活载
  - 限制坡度：20‰
  - 行车速度：≤250公里/小时

- 预留铁路线
  - 铁路等级：客运专线
  - 正线数目：双线
  - 设计活载：ZK-活载
  - 限制坡度：20‰
  - 行车速度：≤250公里/小时

## 历史
- 2015年10月：五峰山长江大桥建设开工[10]。
- 2019年12月26日：五峰山长江大桥主桥合龙[10]。
- 2020年4月22日：大桥连镇客运专线双轨铺通[15]。
- 2020年12月11日：五峰山长江大桥铁路桥部分投入使用[8]。
- 2021年6月30日：公路桥部分投入使用[9]。
- 2022年：入选“中国新时代100大建筑”名单[16]。